# Championnat de Macao de football 2019
Navigation
Saison précédente Saison suivante
La saison 2019 du Championnat de Macao de football est la soixante-dixième édition du Campeonato da Primeira Divisão, le championnat de première division à Macao. Les dix meilleures équipes macanaises sont regroupées au sein d’une poule unique où elles s'affrontent deux fois au cours de la saison. En fin de championnat, les deux derniers du classement sont relégués et remplacés par les deux meilleures équipes de deuxième division.
C'est le club de Chao Pak Kei qui est sacré cette saison après avoir terminé en tête du classement. Il s’agit du cinquième titre de champion de Macao de l’histoire du club.

## Les clubs participants
- PSP Macao
- Hang Sai
- Sporting Clube de Macau
- Clube Desportivo Monte Carlo
- Casa do Sport Lisboa e Benfica
- MFA Development Team - Promu de Segunda Divisão
- Tak Chun Ka I
- Chao Pak Kei
- Cheng Fung
- Tim Iec - Promu de Segunda Divisão

## Compétition
Le barème utilisé pour établir le classement est le suivant :
- Victoire : 3 points
- Match nul : 1 point
- Défaite : 0 point

### Classement
| Rang | Équipe                    | Pts | J  | G  | N | P  | Bp | Bc | Diff |
| ---- | ------------------------- | --- | -- | -- | - | -- | -- | -- | ---- |
| 1    | Chao Pak Kei              | 47  | 18 | 15 | 2 | 1  | 75 | 14 | +61  |
| 2    | Cheng FungC               | 37  | 18 | 12 | 1 | 5  | 45 | 27 | +18  |
| 3    | SL BenficaT               | 35  | 18 | 11 | 2 | 5  | 40 | 16 | +24  |
| 4    | Monte Carlo               | 34  | 18 | 10 | 4 | 4  | 41 | 22 | +19  |
| 5    | Tak Chun Ka I             | 27  | 18 | 8  | 3 | 7  | 31 | 36 | -5   |
| 6    | Hang Sai                  | 24  | 18 | 8  | 0 | 10 | 35 | 40 | -5   |
| 7    | Sporting Macau            | 22  | 18 | 6  | 4 | 8  | 37 | 43 | -6   |
| 8    | Polícia Segurança Pública | 16  | 18 | 5  | 1 | 12 | 18 | 45 | -27  |
| 9    | Tim IecP                  | 15  | 18 | 4  | 3 | 11 | 23 | 52 | -29  |
| 10   | MFA Development TeamP     | 3   | 18 | 1  | 0 | 17 | 18 | 68 | -50  |

|  | Qualification pour la Coupe de l'AFC 2020                                           |
|  | Relégation directe en Segunda Divisão                                               |
|  | T : Tenant du titre C : Vainqueur de la Coupe de Macao P : Promu de Segunda Divisão |

## Bilan de la saison
| Championnat de Macao de football 2019 |                          |
| Champion                              | Chao Pak Kei (1er titre) |
| Coupes et trophées                    |                          |
| Vainqueur de la Coupe de Macao 2019   | Cheng Fung               |
| Qualifications continentales          |                          |
| Coupe de l'AFC 2020                   | Chao Pak Kei             |
| Promotions et relégations             |                          |
| Promus en Primeira Divisão            | Casa de Portugal FC      |
| Promus en Primeira Divisão            | Lun Lok FC               |
| Relégués en Segunda Divisão           | Tim Iec                  |
| Relégués en Segunda Divisão           | MFA Development Team     |